# Dayah Tuha (Meureudu)
Dayah Tuha is een bestuurslaag in het regentschap Pidie Jaya van de provincie Atjeh, Indonesië. Dayah Tuha telt 420 inwoners (volkstelling 2010).